# Бобров, Сергей Николаевич
Серге́й Никола́евич Бобро́в (1 февраля 1950 года, Ленинград, РСФСР, СССР) — российский хоккеист и тренер. Скаут клубов НХЛ. Консультант и селекционер СКА (Санкт-Петербург). Заслуженный тренер России.

## Биография

### Ранние годы
Родился и вырос в Московском районе Ленинграда. Был подвижным и ловким ребёнком, как и многие другие дети играл во дворе зимой в хоккей, а летом в футбол. Поступил в хоккейную школу «Сокол» в московском районе, откуда в возрасте 14 лет его забрали в СДЮШОР СКА. Молодого хоккеиста приметил Николай Георгиевич Пучков, и позвал играть на более серьёзном уровне.

### Спортивная карьера
В молодости одинаково хорошо играл и в хоккей и футбол, совмещая тренировка в СКА и в зените.
«— Между хоккеем и футболом. Участвовал в сборах „Зенита“, и не нашлось человека, сказавшего: „Ты бы определился…“ В итоге надо было ехать на хоккейный финал, а меня тренер „Зенита“ Артем Григорьевич Фальян на сборы забирает.» В итоге поступил в Институт им. П. Ф. Лесгафта, где начал учиться на тренера.

## Карьера тренера

### Начало тренерской работы
С 1973 по 1977 работал в ДЮСШ «Сокол» в Ленинграде. Примечательно, в начале работы в «Соколе» начал тренировать в будущем Олимпийского чемпиона и чемпиона мира Алексея Гусарова, чемпиона Европы и мира Святослава Хализова, игрока НХЛ и тренера КХЛ Михаила Кравца,
В 1977 Николай Георгиевич Пучков пригласил работать уже в качестве тренера в СДЮШОР «СКА» с ребятами 1963 года рождения. Воспитал чемпиона мира Сергея Шенделева. В СКА работал до 1992 года старшим тренером школы. Возглавлял молодёжную команду и сборную Ленинграда по хоккею.
В 1980-е годы председатель тренерского совета Ленинграда
С 1992 по 1994 уехал работать по приглашению в Тренчин, Чехословакия, где ему было поручено возглавить фарм-клуб Дуклы — «Спартак». Приняв клуб на 12 месте в чемпионате сумел построить дисциплину и добиться самоотдачи от игроков. В итоге команда поднялась на второе место и сумела выйти в Экстралигу Чехословакии.

### Работа в «Спартаке»
С 1997 по 1999 Старший тренер Спартака (Санкт-Петербург) В сезоне 1998/1999 команда добилась наилучшего результата в истории — 3 место Высшей лиги.
Совместно с Геннадием Цыганковым основал СДЮШОР «Спартак» Санкт-Петербург, где с 1997 по 2006 был старшим тренером.

### Работа в НХЛ
В 2001 году начал работать в клубе НХЛ «Бостон Брюинз» по приглашению генерального менеджера в роли скаута. Занимался просмотром и отбором молодых игроков в России для Драфта НХЛ. Совместно с европейским отделом скаутинга удалось набрать многих хороших игроков из Европы, среди которых чех Давид Крейчи.
В 2006 году Сергей получил приглашение работать скаутом от Лос-Анджелес Кингз. В Лос-Анджелесе работа складывалась ещё удачнее. Находя таланты в России сумел разглядеть Вячеслава Войнова и Андрея Локтионова. Убедил руководство клуба задрафтовать молодых хоккеистов и не прогадал. Через 3 года Вячеслав и Андрей стабильно играют в основном составе и являются ключевыми игроками в сезоне 2011/2012. В плей-офф 2012 года клуб завоевал Кубок Стэнли.
Суммарно за 8 сезонов в НХЛ укомплектовал Бостон и Лос-Анджелес многими игроками из Европы и России. В Период с 2011 по 2014 год эти клубы выиграли три кубка Стэнли на двоих.

### Работа в СКА
С 2008 года получил должность консультанта и тренера-селекционера в клубе КХЛ СКА. С 2009 по 2016 год проводился Драфт юниоров КХЛ, на котором Бобров представлял клуб из Петербурга. В основном, сфера ответственности Боброва — это отбор и просмотр молодежи для усиления команд МХЛ и ВХЛ в Системе СКА.
За годы работы в СКА Сергей привлёк более 80 игроков, многие из которых стали обладателями кубка Гагарина, и стали членами сборных России, завоевали множество медалей, в том числе призовые места на юниорских и молодёжных чемпионатах мира. Среди тех ребят, которым Бобров помог проложить дорогу в большой хоккей есть и Дергачев Александр, и Игорь Шестеркин, и Егор Рыков, и Дмитрий Юдин, а Александр Волков, который четыре сезона отыграл в системе СКА, в прошлом году завоевал кубок Стэнли. Многие игроки, привлеченные Бобровым в систему Академии СКА, представляют сборную России на юниорском, молодёжном и взрослом уровнях чемпионата мира. Удалось также Сергею помочь в становлении Василию Подколзину, Ярославу Аскарову, Даниле Галенюку, Ивану Морозову, Кириллу Марченко, которые сумели закрепиться в главной команде СКА.
На Юниорском чемпионате мира 2021, который прошёл в США, где сборная России заняла 2-е место (уступив в финале сборной Канады 3:5), сразу пять человек (Коромыслов Арсений, Лазутин Даниил, Иванов Сергей, Чибриков Никита, Иванцов Илья) были найдены Бобровым в раннем возрасте в разных уголках страны и привлечены для повышения мастерства в систему СКА.
Во время работы Сергея в СКА, клуб дважды становился обладателем Кубка Гагарина и чемпионом России.

## Личная жизнь
В браке с супругой Еленой, есть сын Николай, который работает директором европейского скаутинга Нью-Йорк Рейнджерс. Воспитывает двух внуков. Младший, Алекс, играет в хоккей.

## Достижения
- Кубок Гагарина, СКА, Санкт-Петербург, сезон 2014/2015
- Кубок Гагарина, СКА, Санкт-Петербург, сезон 2016/2017